# Svájci labdarúgó-bajnokság (másodosztály)
A svájci Challenge League a svájci labdarúgás második legmagasabb osztálya. A bajnokságban jelenleg 16 csapat játszik, melynek győztese feljut az Axpo Super League-be, a legutolsó két csapat pedig kiesik az 1. Ligába. A második helyezett csapat oda-visszavágót játszik a Super League 9. (utolsó előtti) helyezettjével, és a győztes játszhat a következő szezonban az első osztályban. A svájci csapatok mellett a liechtensteini FC Vaduz is a Challenge League-ben játszott.

## Története

### Feljutók és kiesők 2004 - 2020
| Szezon  | 1. helyezett (feljutó) | 2. helyezett    | Rájátszás eredménye                                                                                                 | Kiesett                                         | Kiesett                |
| ------- | ---------------------- | --------------- | --- | ----------------------------------------------- | ---------------------- |
| 2003–04 | FC Schaffhausen        | FC Vaduz        | Neuchâtel Xamax 2:0 FC Vaduz 2:1 Neuchâtel Xamax 3:2-es összesítéssel nyert                                         | SR Delémont 1                                   |                        |
| 2004–05 | Yverdon-Sport          | FC Vaduz        | FC Schaffhausen 1:1 FC Vaduz 0:1 FC Schaffhausen 2:1-es összesítéssel nyert                                         | FC Baden 2                                      | FC Bulle               |
| 2005–06 | FC Luzern              | FC Sion         | FC Sion 0:0 Neuchâtel Xamax 0:3 FC Sion 3:0-s összesítéssel nyert                                                   | FC Baden                                        | FC Meyrin              |
| 2006–07 | Neuchâtel Xamax        | AC Bellinzona   | AC Bellinzona 1:2 FC Aarau 3:1 AC Bellinzona FC Aarau 5:2-es összesítéssel nyert                                    | FC Baulmes                                      | Young Fellows Juventus |
| 2007–08 | FC Vaduz               | AC Bellinzona   | AC Bellinzona 3:2 FC St. Gallen 0:2 AC Bellinzona 5:2-es összesítéssel nyert                                        | FC Chiasso                                      | SC Cham                |
| 2008–09 | FC St. Gallen          | AC Lugano       | AC Lugano 1:0 FC Luzern 5:0 AC Lugano FC Luzern 5:1-es összesítéssel nyert                                          | FC Locarno 3                                    | FC Gossau 3            |
| 2009–10 | FC Thun                | AC Lugano       | AC Bellinzona 2:1 AC Lugano 0:0 AC Bellinzona 2:1-es összesítéssel nyert                                            | Le Mont                                         | FC Gossau              |
| 2010–11 | Lausanne-Sport         | Servette        | AC Bellinzona 1:0 Servette 3:1 AC Bellinzona Servette 3:2-es összesítéssel nyert                                    | FC Schaffhausen                                 | Yverdon-Sport          |
| 2011–12 | FC St. Gallen          | FC Aarau        | FC Sion 3:0 FC Aarau 1:0 FC Sion 3:1-es összesítéssel nyert                                                         | FC Stade Nyonnais Étoile Carouge FC SR Delémont | SC Kriens Brühl        |
| 2012–13 | FC Aarau               | AC Bellinzona   | | FC Locarno4                                     |                        |
| 2013–14 | FC Vaduz               | FC Lugano       | | FC Locarno                                      |                        |
| 2014–15 | FC Lugano              | Servette FC     | | FC Biel/Bienne5                                 |                        |
| 2015–16 | FC Lausanne-Sport      | FC Wil          | | FC Biel/Bienne                                  |                        |
| 2016–17 | FC Zürich              | Neuchâtel Xamax | | FC Wil6                                         |                        |
| 2017–18 | Neuchâtel Xamax        | FC Schaffhausen | | FC Wohlen                                       |                        |
| 2018–19 | Servette               | Aarau           | Neuchâtel Xamax 0:4 Aarau 0:4 Neuchâtel Xamax Xamax 4:4-es összesítéssel után, 5:4-re nyert büntetőpárbajt követően | Rapperswil-Jona                                 |                        |
| 2019–20 | Lausanne               | Vaduz           | Vaduz 2:0 Thun 4:3 Vaduz 5:4-es összesítéssel nyert                                                                 |                                                 |                        |

| Megjegyzések: - 1 Az FC Siont beengedték a bajnokságba 2003. október 29-én. Csak egy klub esett ki, és kettő jutott fel, a ligát kiterjesztették 18 csapatosra 2004–05-ben. - 2 Az FC Baden nem esett ki, mivel a Servette FC-t lefokozták az 1. Ligába pénzügyi gondjaik miatt. - 3 Az FC Locarno és az FC Gossau nem esett ki a harmadosztályba, mert az FC Concordia Basel és az FC La Chaux-de-Fonds megtagadták a profi engedélyeket. - 4 Az FC Locarno nem esett ki a harmadosztályba, mert az AC Bellinzona csapatának megtagadták a profi engedélyeket. - 5 Az FC Biel/Bienne nem esett ki a harmadosztályba, mert a Servette FC csapatának megtagadták a profi engedélyeket. - 6 Az FC Le Mont önként lépett vissza a harmadosztályba, így nem estek ki. |

## Csapatok (2020–21)
- FC Aarau
- FC Chiasso
- Grasshopper Club
- SC Kriens
- FC Stade Lausanne Ouchy
- Neuchâtel Xamax FCS
- FC Schaffhausen
- FC Thun
- FC Wil 1900
- FC Winterthur

## Lásd még
- Svájci labdarúgó-bajnokság (első osztály)